# Frequenz
Die Frequenz (von lateinisch frequentia ‚Häufigkeit‘; auch Schwingungszahl genannt) ist in Physik und Technik ein Maß dafür, wie schnell bei einem periodischen Vorgang die Wiederholungen aufeinander folgen, z. B. bei einer fortdauernden Schwingung. Die Frequenz ist der Kehrwert der Periodendauer.
Die SI-Einheit der Frequenz ist das Hertz (Einheitenzeichen Hz); 1 Hz = 1 s−1 („eins pro Sekunde“). Gelegentlich werden aber auch andere Einheiten verwendet, wie z. B. min−1 oder h−1. Bei der Frequenzangabe aus Zahlenwert und Einheit sagt demnach der Zahlenwert aus, wie viele Perioden innerhalb der gewählten Zeiteinheit stattfinden.
Bei manchen Vorgängen werden auch die Bezeichnungen Folgefrequenz, Impulsfolgefrequenz oder Hubfrequenz verwendet, bei Drehbewegungen Drehzahl.

## Definition der Frequenz
Die Frequenz {\displaystyle f} eines sich regelmäßig wiederholenden Vorgangs ist definiert als der Kehrwert der Periodendauer {\displaystyle T}:
{\displaystyle f={\frac {1}{T}}}
Da eine Anzahl {\displaystyle \Delta N} der sich periodisch wiederholenden Vorgänge das Zeitintervall {\displaystyle \Delta t=\Delta N\cdot T} benötigt, gilt ebenso:
{\displaystyle f={\frac {\Delta N}{\Delta t}}\,}
Dies wird gelegentlich auch als Definition der Frequenz angegeben. Die Frequenz ist eine beliebig fein veränderbare, kontinuierliche Größe.

## Frequenz von Wellen
Bei Wellen ist die Frequenz über die Phasengeschwindigkeit {\displaystyle c} mit ihrer Wellenlänge {\displaystyle \lambda } verknüpft:
{\displaystyle f={\frac {c}{\lambda }}}
Bei elektromagnetischen Wellen ist {\displaystyle c={\tfrac {c_{0}}{n}}} und {\displaystyle \lambda ={\tfrac {\lambda _{0}}{n}}}. Dabei ist {\displaystyle c_{0}} die Naturkonstante Lichtgeschwindigkeit, {\displaystyle \lambda _{0}} die Wellenlänge im Vakuum und {\displaystyle n} der Brechungsindex des Mediums. Bei einer Welle, die während ihrer Ausbreitung das Medium wechselt, ändern sich die Ausbreitungsgeschwindigkeit und die Wellenlänge. Ihre Frequenz bleibt dagegen gleich.

## Frequenz im Alltag
Für jeden periodischen Vorgang in der Natur und im Alltag kann eine Frequenz angegeben werden.
- Der Tag-Nacht-Wechsel wiederholt sich beispielsweise mit einer Frequenz von {\displaystyle {\tfrac {1}{24\;\mathrm {h} }}\ \approx 10^{-5}\;\mathrm {Hz\,} }.
- Das menschliche Herz hat im ruhenden Körper eine Pulsfrequenz von ca. 50–90 min−1 (das entspricht 0,83–1,5 Hz).
- Die Atemfrequenz beträgt, je nach Alter beim Menschen 12 bis 50 Atemzüge pro Minute.
- In der Musik ist der Standard-Kammerton definiert als Ton der Frequenz von 440 Hz. Dabei ist die empfundene Tonhöhe eines Tons hauptsächlich durch die Frequenz seiner Grundschwingung bestimmt, bei Instrumenten kommen noch Obertöne dazu. In der Praxis werden auch abweichende Grundfrequenzen verwendet.
- Elektromagnetische Wellen im Bereich zwischen ca. 100 kHz und einigen GHz werden mit elektronischen Mitteln hergestellt und für die Zwecke des Rundfunks und des Funkverkehrs in Frequenzbänder eingeteilt (beispielsweise Langwelle, Kurzwelle, Mittelwelle, UKW, UHF). Das für Menschen wahrnehmbare Licht liegt im Frequenzbereich zwischen 385 THz und 790 THz.

## Messung
Eine Reihe unterschiedlicher Messgeräte werden unter Frequenzmesser aufgeführt. Die Frequenz gilt in der digitalen Messtechnik als sehr einfach zu messende Größe, da lediglich deren Schwingungen oder Impulse während einer geeigneten Zeit gezählt werden müssen, so dass diese Messgeräte dann als Frequenzzähler bezeichnet werden.
Die relative Fehlergrenze solcher Frequenzmessung ergibt sich unmittelbar aus der relativen Fehlergrenze der Zeitbegrenzung, zuzüglich einer Unsicherheit darüber, welcher Bruchteil einer vollen Periode noch in das vorgegebene Zeitintervall fällt. Dazu werden Zeitdauern aus einer Anzahl von Periodendauern eines möglichst genauen Frequenzgenerators gebildet, etwa eines Schwingquarzes. Selbst als Konsumartikel haben Schwingquarze relative Fehlergrenzen in der Größenordnung 0,001 %, was ungefähr 1 Sekunde pro Tag entspricht; dieser Wert wird von der Messabweichung in Uhren vielfach noch unterboten.
Derartig kleine Fehlergrenzen sind sonst in der Messtechnik nur mit extremem Aufwand oder gar nicht erreichbar.

## Frequenzspektrum
Reale, nicht diskrete Schwingungen bestehen immer aus mehreren überlagerten Schwingungen mit unterschiedlichen Frequenzen, da in der Natur keine perfekt sinusförmigen Schwingungen existieren. Das lässt sich unter anderem dadurch begründen, dass reale Schwingungen eine endliche Länge haben und somit durch einen Aus- und Einschwingvorgang begrenzt sind. Auch können schwingende Systeme von außen gestört werden, was mit dem Einbringen weiterer Frequenzen in die Schwingung verbunden ist. Eine mathematisch exakte Sinusschwingung ist hingegen zeitlich unbegrenzt und ungestört. Die Gesamtheit der in einer Schwingung vertretenen Frequenzen mit ihren jeweiligen Amplituden heißt Frequenzspektrum. Die Bestimmung des Frequenzspektrums einer gegebenen Schwingung heißt Fourieranalyse.

## Spezielle Frequenzen
| Größe                        | Einheit    | Beschreibung | Beispiele                                  |
| ---------------------------- | ---------- | --- | ------------------------------------------ |
| Eigenfrequenz                | Hz         | Eine Schwingfrequenz, mit der ein System nach einmaliger Anregung als Eigenform schwingen kann                                  | idealer Schwingkreis                       |
| Resonanzfrequenz             | Hz         | Eine Frequenz bei der Anregung eines Systems, bei der die Amplitude stärker wächst als bei Anregung mit benachbarten Frequenzen | realer, periodisch angeregter Schwingkreis |
| Drehzahl oder Umlauffrequenz | min−1, s−1 | Bei Rotation die Anzahl der Umdrehungen z. B. einer Welle in einer Zeitspanne, bezogen auf diese Zeitspanne                     | bei Drehbewegungen, Elektromotor           |
| Hubfrequenz                  | min−1      | In der Antriebstechnik die Anzahl der Hübe bezogen auf die Dauer der Zählung                                                    | bei Linearbewegungen, Hubkolbenmotor       |
| Impulsfolgefrequenz          | Hz         | Anzahl der gesendeten Impulse bezogen auf die Zeitspanne der Beobachtung                                                        | Radartechnik                               |

## Verwandte Größen
| Größe         | Einheit | Beschreibung                                                                       | Beispiele                     |
| ------------- | ------- | ---------------------------------------------------------------------------------- | ----------------------------- |
| Kreisfrequenz | s−1     | In Rechnungen mit trigonometrischen Funktionen oft anstelle der Frequenz verwendet | Komplexe Wechselstromrechnung |
| Ortsfrequenz  | m−1     | Kehrwert der räumlichen Periodenlänge bei einem örtlich periodischen Vorgang       | Wellen                        |

Auch bei weiteren Größen, die zwar die Dimension einer Rate, d. h. die SI-Einheit s−1, haben, aber keine Frequenz darstellen, etwa die radioaktive Zerfallsrate, ist die Einheit Hertz nicht zu verwenden.

## Anmerkung
1. ↑  Vereinzelt wird die Frequenz aufgrund ihrer leichten Messbarkeit durch (befristete) Zählung als diskrete oder digitale Größe bezeichnet (z. B. Rainer Felderhoff: Elektrische Meßtechnik. 2. Auflage. Hanser 1979, S. 133). Diese Aussage ist nur für durch ein digitales Messverfahren gewonnenen Werte gültig, woraus nicht auf die Natur der zu messenden Größe geschlossen werden kann.